# Anna Blighová
Anna Blighová (* 14. červenec 1960 Warwick, Queensland, Austrálie) je australská politička, členka Australské strany práce, která od 13. září 2007 zastává jako první žena funkci předsedy vlády státu Queensland.

## Život
Anna Blighová je potomkem anglického viceadmirála Williama Bligha, kapitána lodě Bounty, na které vypukla proti němu v roce 1789 známa vzpoura. Patnáct let po této vzpouře byl Bligh jmenován guvernérem Nového Jižního Walesu v Austrálii.
Studia ukončila v roce 1980 na University of Queensland titulem bakalára umění. Pracovala pro rozličné společenské organizace.
Je vdaná za Grega Witherse, se kterým má syny Joa a Olivera.

## Politická kariéra
Do parlamentu Queenslandu byla zvolena v roce 1995. V červnu 1998 se stala ve vládě Petra Beattiese ministryní pro rodinu, mládež, zdraví a postižené lidi. Byla první ženou v této funkci. Později byla ministryní financí, státního rozvoje, obchodu a inovace. V roce se stala vicepremiérkou Queenslandu a současně ministryní hospodářství a infrastruktury.